# Pachyaena
A Pachyaena (jelentése: „vastag hiéna”) az emlősök (Mammalia) osztályának a fosszilis Mesonychia rendjébe, ezen belül a Mesonychidae családjába tartozó nem.

## Tudnivalók
A Pachyaena ázsiai származású, erőteljes testfelépítésű, rövid lábú Mesonychia volt. A Pachyaena-fajok mérete a prérifarkastól a medve nagyságáig terjedt. A P. gracilis combcsontjának (femur) mérete, arra utal, hogy az állat, körülbelül 24 kilogrammos volt. Két másik Pachyaena-faj testtömege a következők: P. ossifraga 56,9 kilogramm, míg a P. gigantea 81,7 kilogramm, azonban meglehet, hogy ez az állat elérte a 129, vagy akár a 396 kilogrammos testtömeget is. Az elterjedésük tetőfokán, e fajok Európától-Észak-Amerikáig megtalálhatók voltak, mint a korábbi Dissacus-fajok.

## Rendszerezése
A nembe az alábbi 4 faj tartozik:
- Pachyaena gigantea
- Pachyaena gracilis
- Pachyaena intermedia
- Pachyaena ossifraga

### Fordítás
- Ez a szócikk részben vagy egészben  a   Pachyaena című angol Wikipédia-szócikk ezen változatának fordításán alapul.  Az eredeti cikk szerkesztőit annak laptörténete sorolja fel. Ez a jelzés csupán a megfogalmazás eredetét és a szerzői jogokat jelzi, nem szolgál a cikkben szereplő információk forrásmegjelöléseként.